# Geltenbachhöhle
Die Geltenbachhöhle liegt im Gasterntal bei Kandersteg im Kanton Bern in der Schweiz.

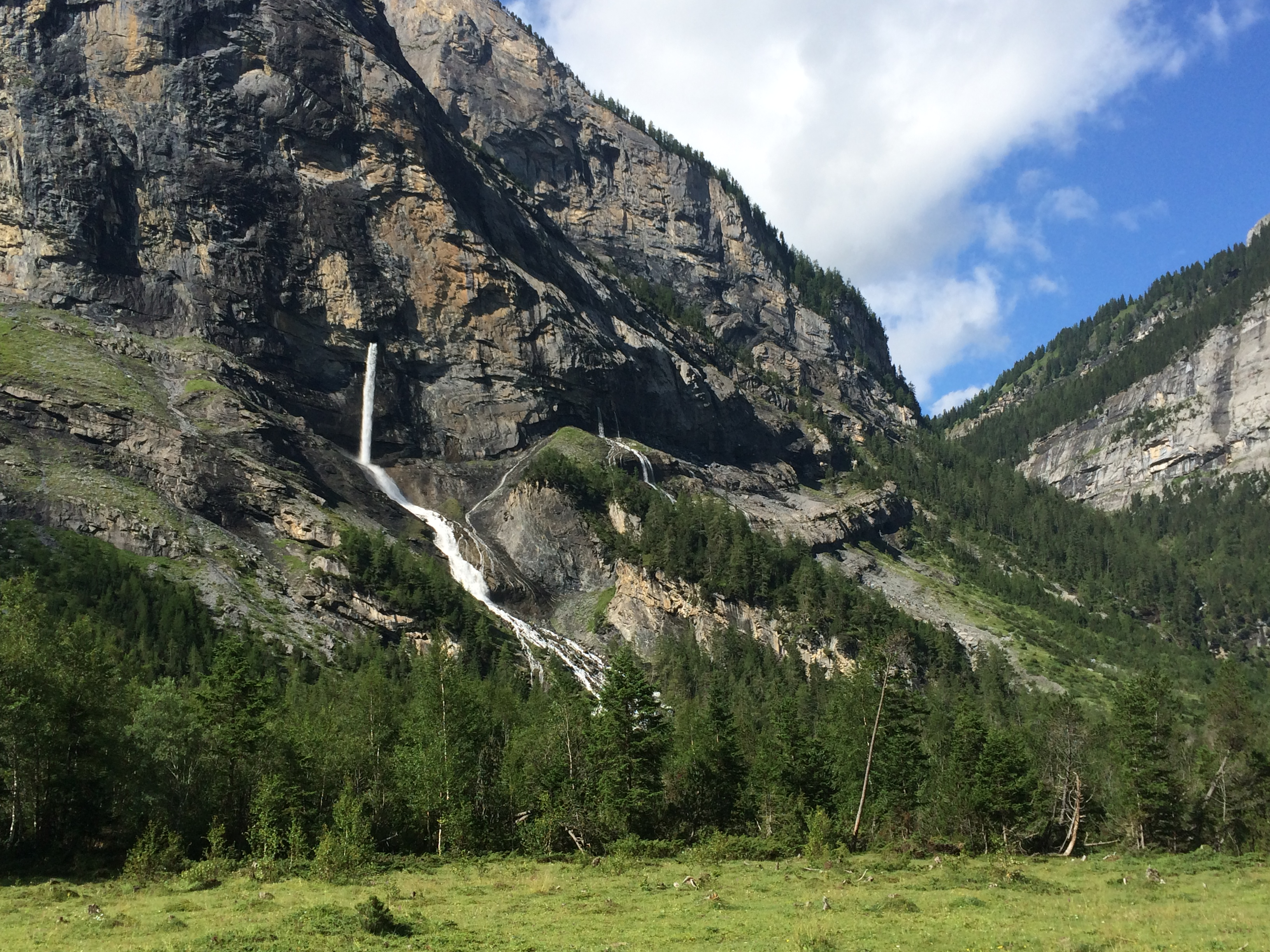
Geltenbach

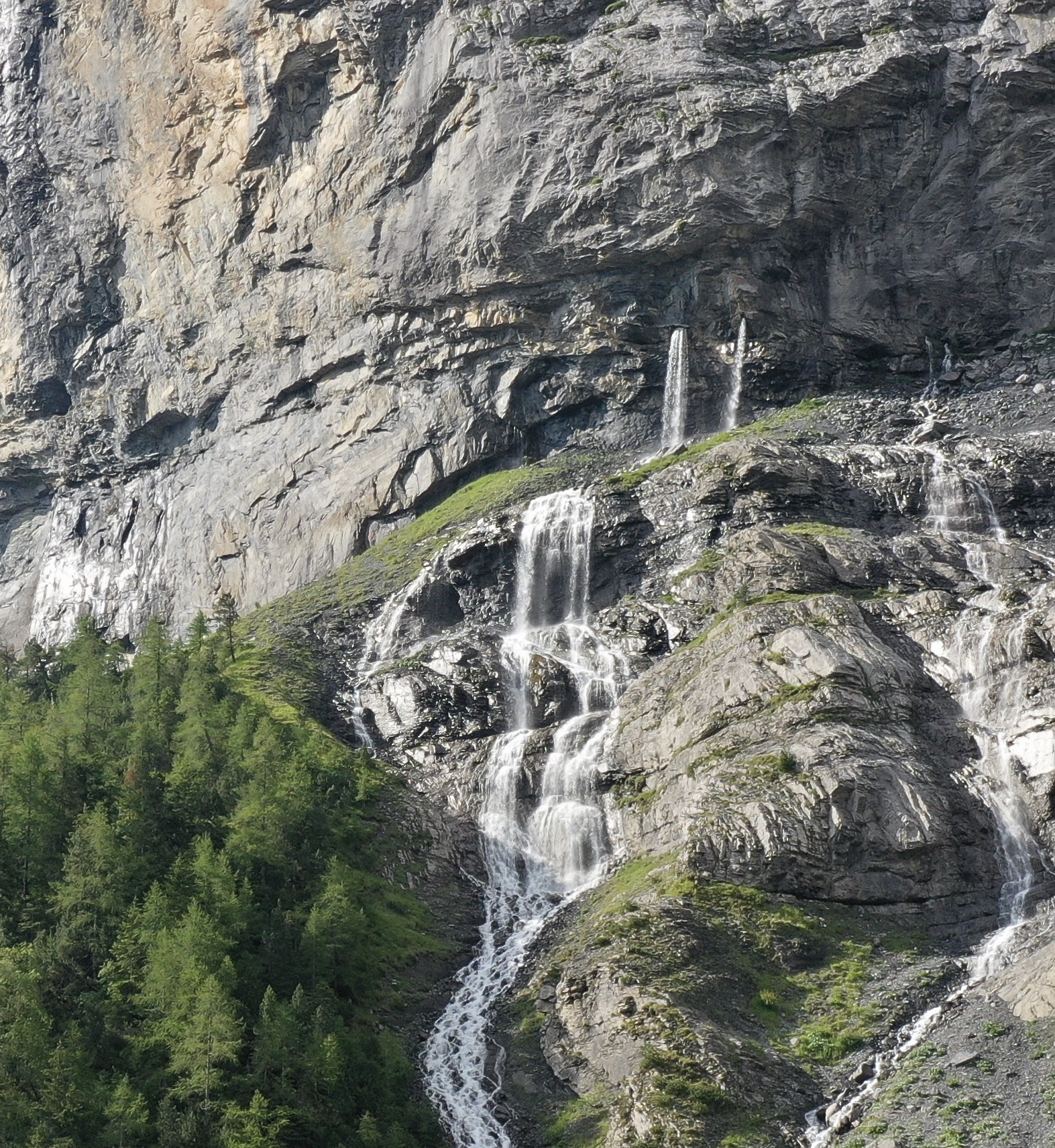
Situation ohne Wasserfall: rechts die laufenden «Tränen», links aussen die Öffnung zur Höhle

## Quellgebiet
An der Südwand des Gasterntales tritt auf einer Höhe von 1564 m bei warmer Witterung der Geltenbach mitten aus einer rund 300 Meter hohen senkrechten Felswand. Es handelt sich um eine Schichtquelle; eine gegen Westen geschlossene Malmkalkbiegung dient als Wassersammler und ist von schwer durchlässigen Mergelschichten unterlegt. Die zugänglichen Höhlenbereiche sind Teil eines Karstsystems im Südhang des unteren Gasterntals. Das Quellgebiet dürfte an den Nordhängen des Tatlishornes liegen.

## Wasserführung
Nach starken Regenfällen im Einzugsgebiet oder bei Schneeschmelze füllt sich das Karstsystem auf. Im Innern staut sich das zufliessende Wasser. Es steigt, und der Geltenbachfall wird als Überlauf aktiv. Nach längeren Trockenzeiten dauert dies länger, weil sich das unterirdische System zuerst füllen muss. Als Vorboten für das Erwachen des Hauptfalls gelten die kleinen, auch Tränen genannten Wasserfälle rechts neben dem Geltenbach. Da sie tiefer liegen, springen sie jeweils vor dem Geltenbachfall an und liefern auch nach dessen Versiegen noch mehrere Tage Wasser.

## Geschichte der Erforschung

### 1978/79
Im November 1978 versuchten sechs Kandersteger Bergführer erstmals, den schwer zugänglichen Höhleneingang zu erreichen; sie scheiterten jedoch am brüchigen Gestein und an mangelhafter Ausrüstung. Ein Jahr später unternahmen sie einen weiteren Versuch und erreichten am 14. Oktober 1979 nach sechs Tagen das Portal.
In aufwendiger Arbeit wurden drei kleinere Seen mit Seilen gesichert, Siphons mit Schläuchen geleert und die Höhle vermessen. Noch im Winter 1979 stiessen sie nach etwa 400 Meter auf einen Siphon (heute Feuerwehr-Siphon), den sie nicht bezwingen konnten.
Im selben Jahr erreichten Peter Forrer, Christian Küenzi, Hellmut Stoller und Peter Wandfluh 720 Meter im Berginnern einen grossen Siphon, der nicht bezwungen werden konnte. Als 1982 der Arzt und Bergführer Peter Forrer am Nanga Parbat tödlich verunglückte, brachen die Übriggebliebenen ihre Forschertätigkeit ab.

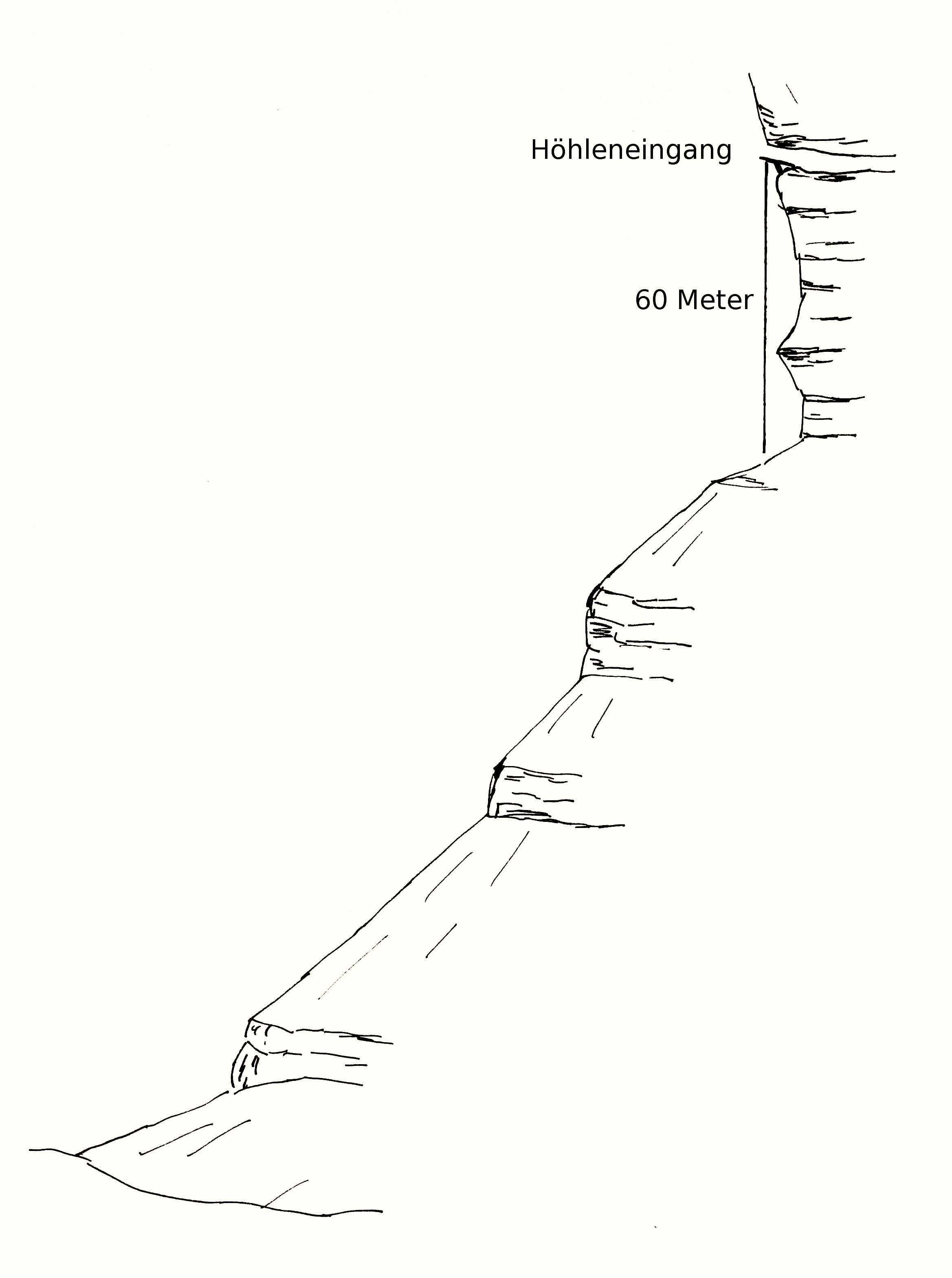
Profil

### 1989 bis 1993
Zehn Jahre später, im Sommer 1989, nahmen Berner Höhlenforscher die Arbeit wieder auf. Zuerst mussten Kletterspezialisten die stark überhängende und brüchige 60 Meter hohe Nordwand noch einmal überwinden, da die zuvor installierten Stahlseile gerissen waren. Am Höhleneingang wurde ein Eisenträger befestigt, der ins Tal hinausragte und an dem ein Seil befestigt wurde. Die Höhle wurde erneut vermessen, der 45 Meter lange und 3 Meter tiefe Siphon konnte auch diesmal nicht bezwungen werden; ebenso wenig bei einer weiteren Befahrung durch Taucher der Schweizerischen Gesellschaft für Höhlenforschung (SGH).
Im März 1990 gelang es dem Tauchspezialisten Philippe Roullier, den später nach ihm benannten Siphon zu überwinden. 1991/92 folgten weitere, mitunter Tauchvorstösse, die manchmal wegen zu viel Wasser erfolglos blieben. Neben Vermessungsarbeiten wurde ein Versuch unternommen, die Decke über dem ersten Siphon zu sprengen.

### Nach 2011
Seit 2011 wird die Geltenbachhöhle jeweils im Winter durch die Forschergruppe «Crazy Cavers» um den Kandersteger Hansueli Kallen
wieder erforscht und dokumentiert. Geplant ist die Installation eines Messsystems, mit dem sich die Wasserstände der Siphons überwachen lassen.
Bis zum Winter 2016/17 wurden in der Höhle 2995 Meter Gänge vermessen, die vom Eingang bis in die Südflanken des Unteren Tatelishorns führen. Die Ausdehnung des Systems ist aber weit grösser. Höhe und Breite des ziemlich direkt nach Süden führenden Ganges bewegen sich zwischen 1,5 und 3 Metern. Nach circa 350 Metern führt eine Abzweigung halbrechts weg, endet jedoch nach 190 Metern. Der Höhenunterschied beträgt insgesamt rund 50 Meter.